# Norvajärvi
Norvajärvi är en sjö i Finland. Den ligger i kommunen Rovaniemi i landskapet Lappland, i den norra delen av landet, 700 km norr om huvudstaden Helsingfors. Norvajärvi ligger 116,8 meter över havet. Den är 16 meter djup. Arean är 11,8 kvadratkilometer och strandlinjen är 29,33 kilometer lång. Sjön  ingår i Kemi älvs huvudavrinningsområde.   Den sträcker sig 8,2 kilometer i nord-sydlig riktning, och 6,4 kilometer i öst-västlig riktning.